# Каракалпакска информационна агенция
Каракалпакска информационна агенция или Информационна агенция Каракалпакстан (на каракалпакски: Qaraqalpaqstan xabar agentligi / Қарақалпақстан хабар агентлиги; на узбекски: Qoraqalpogʻiston axborot agentligi / Қорақалпоғистон ахборот агентлиги; на английски: Karakalpakstаn News Agency) е най-голямата и централна републиканска информационна агенция на Република Каракалпакстан – суверенна автономна република в рамките на Република Узбекистан. Основана е през 2017 г. като филиал на Националната информационна агенция на Узбекистан, достъпна на девет езика.
Единствената информационна агенция на каракалпакски език, който е един от двата (заедно с узбекския език) официални езика на Република Каракалпакстан. Официалният уебсайт на информационната агенция в момента е достъпен на три езика – каракалпакски (версии на латиница и кирилица), узбекски (версии на латиница и кирилица) и руски, като има планове за създаване на версии на английски, казахски и туркменски. Информационната агенция има свои официални страници във всички популярни социални мрежи като Телеграм, Фейсбук, Twitter, Инстаграм, Одноклассники, ВКонтакте.